# Gilman City (Misuri)
Gilman City es una ciudad ubicada en el condado de Harrison en el estado estadounidense de Misuri. En el Censo de 2010 tenía una población de 383 habitantes y una densidad poblacional de 175,83 personas por km².

## Geografía
Gilman City se encuentra ubicada en las coordenadas 40°7′52″N 93°52′26″O / 40.13111, -93.87389. Según la Oficina del Censo de los Estados Unidos, Gilman City tiene una superficie total de 2.18 km², de la cual 2.18 km² corresponden a tierra firme y (0%) 0 km² es agua.

## Demografía
Según el censo de 2010, había 383 personas residiendo en Gilman City. La densidad de población era de 175,83 hab./km². De los 383 habitantes, Gilman City estaba compuesto por el 99.48% blancos, el 0% eran afroamericanos, el 0% eran amerindios, el 0% eran asiáticos, el 0% eran isleños del Pacífico, el 0% eran de otras razas y el 0.52% pertenecían a dos o más razas. Del total de la población el 0.78% eran hispanos o latinos de cualquier raza.